# میر محمد اردستانی
میر محمد اردستانی یا میر جُمله دوم (۱۲ فوریه ۱۵۹۱ – ۳۰ مارس ۱۶۶۳)، یا امیر جُمله، فرمانده نظامی، تاجر ثروتمند الماس، وزیر سلاطین گلکندا و بعدها یک صوبه‌دار برجسته از بنگال تحت فرماندهی اورنگ‌زیب در امپراتوری گورکانی هند بود.
میر جُمله یک سیاستمدار قدرتمند بود که نقش مهمی در نواحی شمالی و شبه‌قاره هند در دوران حکومت شاه جهان تا اورنگ‌زیب ایفا کرد و با شرکت‌های اروپایی مختلف نظیر کمپانی هند شرقی دانمارک، کمپانی هند شرقی بریتانیا، کمپانی هند شرقی هلند، و شرکت هند شرقی پرتغال در هند روبرو شد.
او فرمانده یک ناوگان تجاری وسیع بود که در سراسر سورت, تهته، ایالت راخین، ایودیا، بالاسور، آچه، ایالت ملاکا، ایالت جوهر، بانتام, ماکاسار، سری‌لانکا، بندرعباس، مکه، جده، بصره، عدن، مسقط، مخا و مالدیو سفر می‌کرد. مهم‌ترین جنبه حکومت میر جُمله در بنگال، کمپین نظامی او در جبهه شمال‌شرقی بود که به‌وسیله آن پادشاهی‌های مرزی کامرُوپا و آسام را فتح کرد.

## زندگی

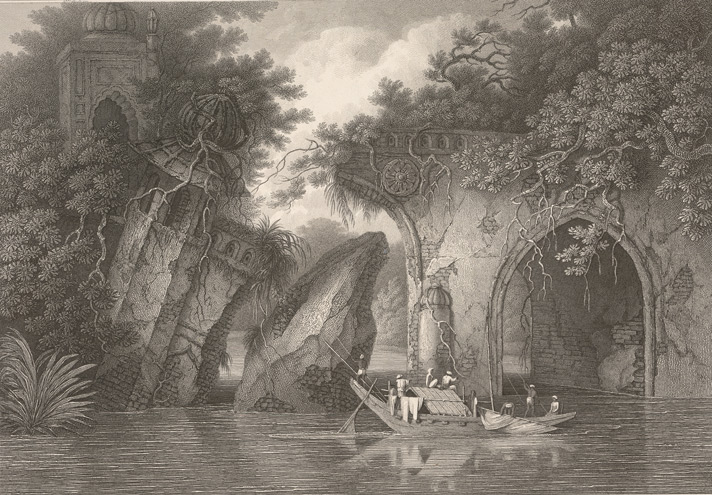
پل پاگلا از رودخانه (۱۸۱۷) اثر سر چارلز دُیلی. این پل که به گفته‌ها در سال ۱۶۶۰ میلادی توسط میر محمد اردستانی ساخته شده است.

میر جُمله با نام میر محمد سید اردستانی در سال ۱۵۹۱ در ایران صفوی به دنیا آمد. پدرش، میرزا هزارو، یک تاجر روغن ورشکسته اهل اصفهان بود. با وجود فقر شدید خانواده، او این فرصت را یافت که خواندن و نوشتن را یاد بگیرد، که احتمالاً این امر او را به شغلی به عنوان دفتردار در خدمت یک تاجر الماس که ارتباطاتی با سلطنت گلکندا داشت (که اکنون حیدرآباد است) سوق داد. این منطقه به خاطر معادن الماس خود شهرت داشت. احتمالاً او در سال ۱۶۳۰  به دلیل بدهی‌های مالی به یک شیخ الاسلام و فساد کلی در کشورش به گلکندا رسید. اگرچه برخی از محققان تاریخ‌های جایگزین ۱۶۱۵ یا ۱۶۲۰ را پیشنهاد کرده‌اند.
یکی از نسخه‌ها از James Talboys Wheeler بیان می‌کند که وقتی میر جُمله وارد هند شد، ابتدا وارد خدمت امپراتوری مغول به عنوان سرباز شد و در آنجا به رده‌های بالاتر رسید. با این حال، به دلیل توهینی که از محمد داراشکوه، ولیعهد امپراتور شاه جهان دریافت کرد، از خدمت خارج شد.
میر جُمله همچنین کسب‌وکار الماس خود را آغاز کرد و در فعالیت‌های تجاری دریایی مشارکت کرد که باعث افزایش ثروتش شد. به منظور پیشرفت در حرفه‌اش، او هدایایی به سلطان عبدالله قطب‌شاه از سلطنت قطب‌شاه اهدا کرد و با رشوه دادن به دربار سلطان، وارد دربار او شد. میر جُمله هدایای زیادی از تجارت‌های خود به سلطان تقدیم کرد، مانند آثار کمیاب از اروپا، کابینت‌هایی از چین، و فیل‌هایی از سری‌لانکا. بدین ترتیب او موفق شد به مقام وزیری (نخست‌وزیر) سلطنت برسد.

## در دوران سلطنت گلکندا (۱۶۳۷–۱۶۵۵)
با پیشرفت میر جُمله در رده‌ها، در فاصله زمانی بین فوریه ۱۶۳۴ و دسامبر ۱۶۳۶، او به عنوان سار-ی-خال یا خزانه‌دار ایالت گلکندا منصوب شد، که در این منصب به‌طور جدی فرمان طلایی حکم سلطنت را اعمال می‌کرد. تخصص او در خدمت و مدیریت در زمان‌هایی که در پورت ماچیلی‌پاتنام به تجارت می‌پرداخت، به وضوح اثبات شد.
سختگیری‌های او موجب خشم شرکت‌های انگلیسی در ماچیلی‌پاتنام شد، زیرا آنها معتقد بودند که میر جُمله به منافع بریتانیا آسیب می‌زند. میر جُمله همچنان به اخذ وجوه از مقامات شرکت بریتانیا با استفاده از دستور سلطنت گلکندا ادامه داد. این امر باعث شد که سلطان، میر جُمله را به عنوان وزیر ارشد منصوب کند، که باعث شد او در منطقه گلکندا نفوذ بیشتری پیدا کند، به طوری که حتی مقامات بریتانیایی و شرکت‌ها شروع به تعامل با میر جُمله کردند و درخواست‌های رئیس‌جمهور و شورای بریتانیا در سورات برای مصادره اموال میر جُمله را نادیده گرفتند.
نارایان سارکار حتی اشاره کرد که فعالیت‌های تجاری شخصی میر جُمله به تدریج به رقیب شرکت هند شرقی تبدیل شده است. میر جُمله کشتی‌های خود را داشت و در دهه ۱۶۴۰ ناوگان‌های تجاری را سازماندهی کرد که در سرتاسر سورت, تهته، ایالت راخین، ایودیا، بالاسور، آچه، ایالت ملاکا، ایالت جوهر، بانتام, ماکاسار، سری‌لانکا، بندرعباس، مکه، جده، بصره، عدن، مسقط، مخا و مالدیو سفر می‌کردند. او تقریباً تمامی فعالیت‌های تجاری به ایران را انحصاری کرد.
میر جُمله همچنین به خاطر فعالیت‌هایش در ساخت کشتی‌ها در سواحل شرقی هند شناخته می‌شود، همان‌طور که در مجلات بریتانیایی گزارش شده است که او ملوانان اروپایی را برای ساخت کشتی‌ها استخدام کرده بود. در ۲۹ ژانویه ۱۶۴۷، نمایندگان بریتانیا، توماس وینتر و ریچارد هادسون، در ماچیلی‌پاتنام به سورات نوشتند که میر جُمله دو کشتی خود را ارسال کرده است که یکی از آنها کشتی جانک ساخته ملوانان بریتانیایی بود و نام آن «دریا دولت» یا «رودخانه ثروت» بود.
در ۲۱ ژوئن ۱۶۳۷، او به دربار سلطنت قطب‌شاه احضار شد و در ۲۳ ژوئن، سلطان عنوان سار-ی-خال (ارباب اسب‌ها) را به او اعطا کرد. بیشترین گسترش پادشاهی در این دوران در کومبام نزدیک به منطقه کاداپا بود که در آن میر جُمله قلعه‌هایی در گاندیکوتا را تصرف کرده بود.
در سال ۱۶۳۹، میر جُمله به عنوان نواب منصوب شد و این امر اهمیت او را در نظر شرکت بریتانیا افزایش داد، زیرا آنها هدایایی برای او ارسال کرده، مردان را به قرض دادند و برای حفظ رضایت او به تجارت در نام او پرداختند. رئیس شهرستان بانتام این امر را ضروری می‌دانست، زیرا شرکت‌های رقیب از هلند، پرتغال و دانمارک نیز برای جلب نظر میر جُمله به او هدایای زیادی اهدا می‌کردند.
در سال ۱۶۴۶، میر جُمله تصمیم گرفت به سلطنت چاندراگیری حمله کند. او قلعه‌های یودایاگیری، آندرا پرادش را فتح کرده، به سمت جنوب پیشروی کرده و در این مسیر چنگلپات را تصرف کرد. سپس میر جُمله به فتوحات خود ادامه داد و نواحی کاداپا و تیروپاتی را تصرف کرد. او همچنین به محاصرهٔ مستعمره هلندی در پولیکات پرداخت تا اینکه کمپانی هند شرقی هلند مجبور به تسلیم به او شد. سپس به پیشروی خود ادامه داده و به محاصره قلعه ولور پرداخت.

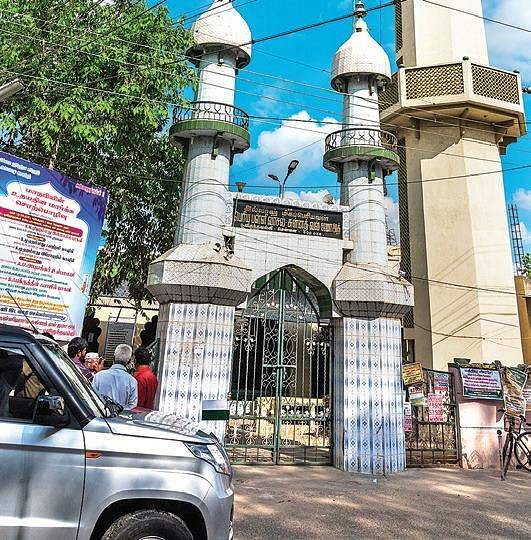
مسجد پونماللی

تا آوریل ۱۶۴۷، پادشاه تسلیم او شد و وعده داد که مالیات به او بپردازد. در سال ۱۶۵۰، میرجوملا قلعهٔ گاندیکوتا را از تیمما نیادو با کمک توپچی‌های اروپایی فتح کرد. با اینکه موفقیت‌هایی در تصرف سرزمین‌های سابق امپراتوری ویجاینگرا به دست آورد، نتوانست قلعهٔ جینجی را از نایاک‌ها تصرف کند و در سال ۱۶۴۸، جینجی به دست آدیل شاهی‌ها افتاد.
میرجوملا به عنوان یک مالیات‌گذار ماهر، براهمن‌های نیوگی تلوگو را برای جمع‌آوری درآمد استخدام کرد و توانست ۴۳ لک روپیه از سرزمین‌های خود که غنی از الماس، آهن، پتاسیم نیترات و فولاد بودند، جمع‌آوری کند. با ثروت عظیم خود، او توانست پشتون‌ها، راجپوت‌ها، افغان‌ها و قبیله‌های مغل را در کارزار خود به بیجارپور در سال ۱۶۵۲ استخدام کند. در همین سال، میرجوملا مسئولیت حکومت‌داری گولکوندا، پادشاهی حیدرآباد کارناتاک را که نزدیک به ۴۰٬۰۰۰ کیلومتر مربع مساحت داشت و درآمد سالانه‌اش معادل چهار میلیون روپیه بود، به عهده گرفت، در حالی که نقش نظامی‌اش نیز به شدت به افزایش ثروتش کمک کرد. برای ساخت ۲۰ قطعه توپ، او بت‌های هندو که از معابد گرفته شده بودند را ذوب کرد، با کمک جراح و توپچی فرانسوی‌اش، کلود میل، اما نتواست ۶ بت هندو متعلق به معبد گاندیکوتا را ذوب کند. بعدها در نامه‌ای به خلیفه اول سلطان، وزیر شاه عباس دوم پادشاه صفوی ایران نوشت:
«به لطف خدا و بخت پادشاه، پرچم اسلام بر فراز کافرکارناتاک به اهتزاز درآمد و پرچم هندوئیسم پایین آورده شد. تمام بدن شورشیان و راجاها تحت فرمان من قرار گرفتند. صدای اسلام و اعمال اولیای ما در اینجا گسترش یافت.»

## حرفه در دربار امپراتوری

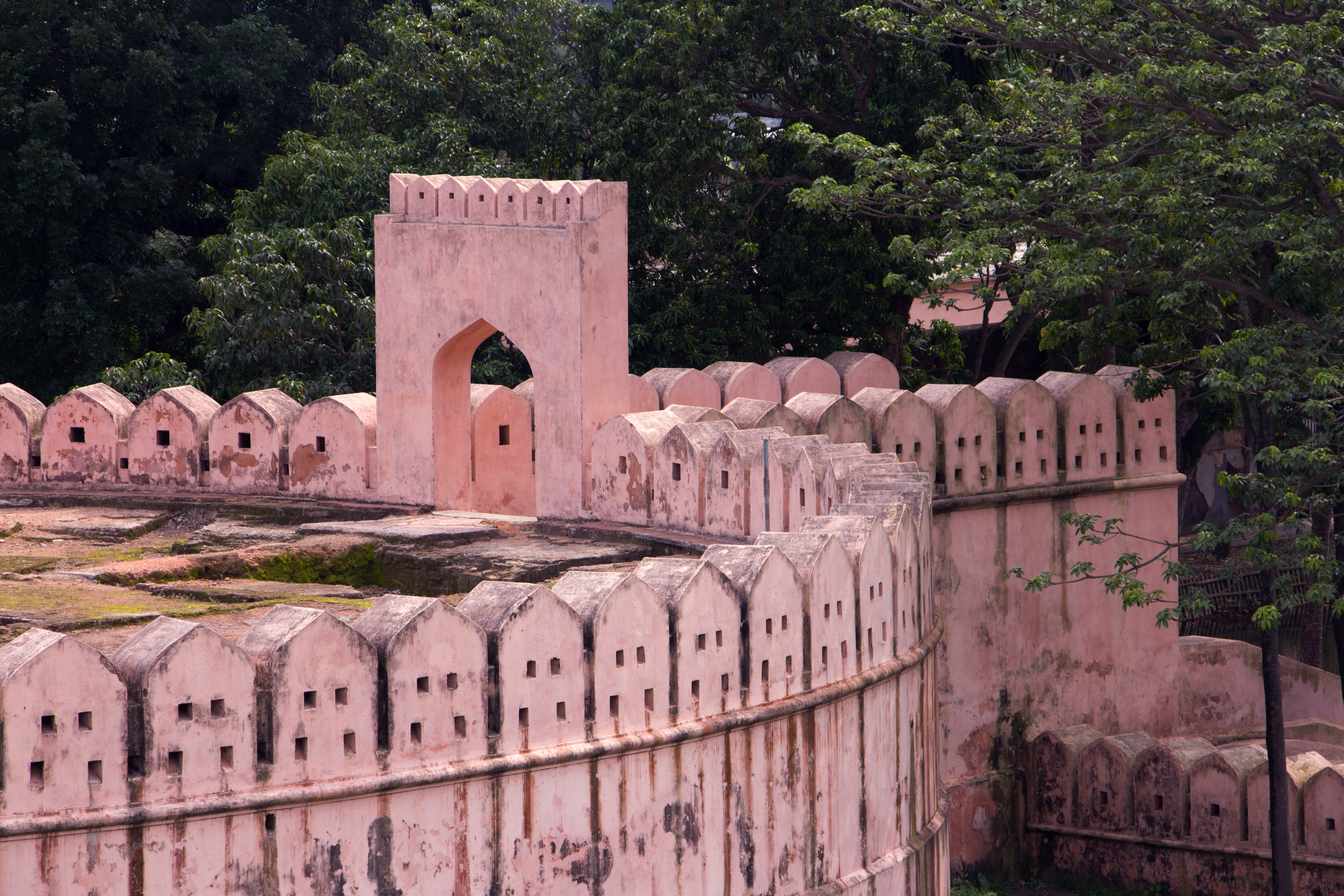
قلعه ایدراکپور یک قلعه رودخانه‌ای است که در منشیگانج، بنگلادش توسط میرمحمد ساخته شده است.

با تصدی حکومت بر سرزمین‌های کارناتاکا، میرجوملا به‌طور چشمگیری از یک وزیر تحت فرمان یک پادشاه ضعیف به مقام قدرت و ثروتی بی‌چون و چرا تبدیل شد. طبیعتاً بسیاری از مقامات در دربار قُتب‌شاهی حسادت می‌کردند و به‌طور طبیعی ذهن سلطان را علیه وزیر تحریک می‌کردند. بنابراین سلطان از میرجوملا خواست تا بخشی از غنایمی که در کارناتاکا به دست آورده بود را به او بدهد، که میرجوملا با قاطعیت این درخواست را رد کرد زیرا بر این باور بود که فتح تنها نتیجهٔ کار او بوده و سلطان هیچ نقشی در آن نداشته است. در مقطعی، سلطان گولکوندا با دیگر درباریان برای دستگیری و کور کردن میرجوملا توطئه کرد، که میرجوملا بلافاصله از آن آگاه شد و این امر باعث شد که او به جستجوی گزینه‌های دیگر برای خدمت بپردازد.
شاهزاده اورنگ‌زیب که آرزوی فتح دولت ثروتمند گولکوندا را در سر می‌پروراند، مشتاقانه شروع به برقراری ارتباط مخفیانه با میرجوملا کرد. او همچنین یک عامل به نام محمد مؤمن فرستاد و سپس درخواست مخفیانه‌ای برای انتصاب تحت فرمان امپراتور ارسال کرد. به پیشنهاد شاهزاده اورنگ‌زیب، امپراتور شاه‌جهان به میرجوملا پیشنهاد داد که تحت حمایت او قرار گیرد. با این حال، میرجوملا موافقت خود را به نمایش گذاشت و از دربار مغول خواست که این توافق را مخفی نگه دارند. با کمک اورنگ‌زیب به میرجوملا برای جلوگیری از دستگیری توسط سلطنت‌های گولکوندا، او سرانجام سلطه مغول را پذیرفت و به شاهزاده نامه نوشت و موافقت خود را برای پیوستن به خدمت مغول‌ها اعلام کرد.